# ييربوغاتشين (إركوتسك)

ييربوغاتشين (بالروسية: Ербогачен) هي مدينة في مقاطعة إركوتسك أوبلاست في روسيا.
يبلغ عدد سكانها حوالي 2006 نسمة.

## المناخ
يظهر الجدول التالي التغييرات المناخية على مدار السنة لييربوغاتشين:
| البيانات المناخية لـييربوغاتشين       | البيانات المناخية لـييربوغاتشين | البيانات المناخية لـييربوغاتشين | البيانات المناخية لـييربوغاتشين | البيانات المناخية لـييربوغاتشين | البيانات المناخية لـييربوغاتشين | البيانات المناخية لـييربوغاتشين | البيانات المناخية لـييربوغاتشين | البيانات المناخية لـييربوغاتشين | البيانات المناخية لـييربوغاتشين | البيانات المناخية لـييربوغاتشين | البيانات المناخية لـييربوغاتشين | البيانات المناخية لـييربوغاتشين | البيانات المناخية لـييربوغاتشين |
| الشهر                                 | يناير                           | فبراير                          | مارس                            | أبريل                           | مايو                            | يونيو                           | يوليو                           | أغسطس                           | سبتمبر                          | أكتوبر                          | نوفمبر                          | ديسمبر                          | المعدل السنوي                   |
| ------------------------------------- | ------------------------------- | ------------------------------- | ------------------------------- | ------------------------------- | ------------------------------- | ------------------------------- | ------------------------------- | ------------------------------- | ------------------------------- | ------------------------------- | ------------------------------- | ------------------------------- | ------------------------------- |
| الدرجة القصوى °م (°ف)                 | 0.2 (32.4)                      | 3.6 (38.5)                      | 12.3 (54.1)                     | 20.3 (68.5)                     | 33.9 (93.0)                     | 38.8 (101.8)                    | 35.8 (96.4)                     | 34.1 (93.4)                     | 30.4 (86.7)                     | 20.1 (68.2)                     | 6.2 (43.2)                      | 3.4 (38.1)                      | 38.8 (101.8)                    |
| متوسط درجة الحرارة الكبرى °م (°ف)     | −24.8 (−12.6)                   | −18.5 (−1.3)                    | −7.1 (19.2)                     | 2.2 (36.0)                      | 11.9 (53.4)                     | 21.4 (70.5)                     | 24.6 (76.3)                     | 20.6 (69.1)                     | 11.2 (52.2)                     | −0.8 (30.6)                     | −15.1 (4.8)                     | −23.9 (−11.0)                   | 0.1 (32.3)                      |
| المتوسط اليومي °م (°ف)                | −30.0 (−22.0)                   | −26.0 (−14.8)                   | −15.9 (3.4)                     | −4.7 (23.5)                     | 5.7 (42.3)                      | 14.3 (57.7)                     | 17.5 (63.5)                     | 13.7 (56.7)                     | 5.3 (41.5)                      | −5.2 (22.6)                     | −20.5 (−4.9)                    | −28.8 (−19.8)                   | −6.2 (20.8)                     |
| متوسط درجة الحرارة الصغرى °م (°ف)     | −35.1 (−31.2)                   | −32.6 (−26.7)                   | −24.5 (−12.1)                   | −12.1 (10.2)                    | −0.4 (31.3)                     | 7.1 (44.8)                      | 10.3 (50.5)                     | 7.1 (44.8)                      | 0.4 (32.7)                      | −9.6 (14.7)                     | −25.8 (−14.4)                   | −33.7 (−28.7)                   | −12.4 (9.7)                     |
| أدنى درجة حرارة °م (°ف)               | −61.2 (−78.2)                   | −59.5 (−75.1)                   | −53.3 (−63.9)                   | −43.2 (−45.8)                   | −23.6 (−10.5)                   | −8.6 (16.5)                     | −3.4 (25.9)                     | −6.9 (19.6)                     | −19.8 (−3.6)                    | −39.8 (−39.6)                   | −54.8 (−66.6)                   | −58.6 (−73.5)                   | −61.2 (−78.2)                   |
| الهطول مم (إنش)                       | 15 (0.6)                        | 10 (0.4)                        | 12 (0.5)                        | 20 (0.8)                        | 25 (1.0)                        | 47 (1.9)                        | 53 (2.1)                        | 46 (1.8)                        | 34 (1.3)                        | 39 (1.5)                        | 27 (1.1)                        | 19 (0.7)                        | 347 (13.7)                      |
| متوسط الأيام الممطرة                  | 0                               | 0                               | 1                               | 6                               | 13                              | 16                              | 14                              | 14                              | 15                              | 8                               | 1                               | 0                               | 88                              |
| متوسط الأيام المثلجة                  | 21                              | 18                              | 16                              | 10                              | 2                               | 0.1                             | 0                               | 0                               | 2                               | 16                              | 22                              | 22                              | 129.1                           |
| متوسط الرطوبة النسبية (%)             | 77                              | 75                              | 68                              | 61                              | 57                              | 61                              | 67                              | 74                              | 74                              | 77                              | 79                              | 78                              | 71                              |
| ساعات سطوع الشمس الشهرية              | 38                              | 115                             | 195                             | 235                             | 257                             | 303                             | 315                             | 231                             | 145                             | 86                              | 58                              | 18                              | 1٬996                           |
| المصدر #1: pogoda.ru.net              |                                 |                                 |                                 |                                 |                                 |                                 |                                 |                                 |                                 |                                 |                                 |                                 |                                 |
| المصدر #2: NOAA (sun only, 1961-1990) |                                 |                                 |                                 |                                 |                                 |                                 |                                 |                                 |                                 |                                 |                                 |                                 |                                 |